# Geassocieerde Legendrepolynoom
De geassocieerde Legendrepolynomen of geassocieerde Legendreveeltermen zijn een familie wiskundige functies die gebruikt worden in de toegepaste wiskunde en de theoretische natuurkunde. Zij zijn een oplossing van de geassocieerde Legendrevergelijking. Ofschoon deze functies ook de vierkantswortel van {\displaystyle (1-x^{2})} kunnen bevatten worden ze toch polynomen genoemd. Ze worden gekenmerkt door twee geheelwaardige parameters. De meest bekende toepassing is te vinden in de kwantummechanische beschrijving van het waterstofatoom, waar ze een deel van de oplossing van de schrödingervergelijking geven.
De geassocieerde Legendrefuncties zijn de algemene vorm van de geassocieerde Legendrepolynomen. Deze voldoen aan dezelfde differentiaalvergelijking, namelijk de geassocieerde Legendrevergelijking, maar de twee parameters hoeven dan geen gehele getallen meer te zijn.

## Gebruik in de toegepaste wiskunde
De geassocieerde Legendrepolynomen komen in de wiskundige natuurkunde meestal voor als onderdeel van een grotere klasse van nuttige functies, de sferische harmonieken. Dit is bijvoorbeeld het geval in de golffunctie van het waterstofatoom. Deze golffunctie is de oplossing van de schrödingervergelijking, en wordt uitgeschreven in bolcoördinaten (r,θ,φ). De angulaire afhankelijkheid, beschreven door de hoeken θ en φ wordt bepaald door een eigenwaardevergelijking waarvan de sferische harmonieken de eigenfuncties zijn. Deze sferische harmonieken zijn het product van een complexe e-macht en een geassocieerde Legendrepolynoom, waarvan de parameters m en l overeenstemmen met twee van de kwantumgetallen van het waterstofatoom:
{\displaystyle Y_{m}^{l}\,\simeq \,e^{jm\phi }\,P_{m}^{l}(cos\theta )}
Omdat deze sferische harmonieken een orthogonaal stel functies vormen kunnen ze worden gebruikt om ingewikkelder functies in te ontbinden. Dit heeft tal van toepassingen, die allen te maken hebben met situaties waarin een verschijnsel dat in eerste benadering sferisch symmetrisch is, onderhevig is aan kleine perturbaties. Voorbeelden hiervan zijn trillingen van een bolvormig oppervlak zoals de zon of meer algemeen een ster, en details in de structuur van een zwaartekrachtveld ten gevolge van een niet homogene verdeling van de massa.

## Definities
De geassocieerde Legendreveeltermen zijn de oplossingen van de geassocieerde Legendrevergelijking, een tweede orde differentiaalvergelijking:
{\displaystyle (1-x^{2})\,y''-2xy'+\left(\ell [\ell +1]-{\frac {m^{2}}{1-x^{2}}}\right)\,y=0,\,}
Een equivalente vorm is:
{\displaystyle ([1-x^{2}]\,y')'+\left(\ell [\ell +1]-{\frac {m^{2}}{1-x^{2}}}\right)\,y=0,\,}
De geassocieerde Legendreveeltermen worden gedefinieerd op het interval {\displaystyle x\in } [ −1,..,1] en zijn gekenmerkt door twee parameters. Dit zijn de graad, een natuurlijk getal {\displaystyle \ell \in \mathbb {N} }, en de orde, een geheel getal {\displaystyle m\in [-\ell ,..\ell ]}:
- Voor waarden {\displaystyle m\in [0,..\ell ]}:

{\displaystyle P_{\ell }^{(m)}(x)=(-1)^{m}\left(1-x^{2}\right)^{m/2}{\frac {\mathrm {d} ^{m}}{\mathrm {d} x^{m}}}P_{\ell }(x)}
waarbij {\displaystyle P_{\ell }(x)} de gewone Legendre-polynomen zijn. De factor {\displaystyle (-1)^{m}} is de zogenaamde Condon-Shortleyfase en wordt soms weggelaten. Men dient er zich dus steeds van te gewissen of dit gebeurd is of niet. Dit is vooral het geval indien men deze polynomen worden opgeroepen in wiskundige software.
Een alternatieve, geheel equivalente vorm is:
{\displaystyle P_{\ell }^{m}(x)={\frac {(-1)^{m}}{2^{\ell }\ell !}}(1-x^{2})^{m/2}\ {\frac {d^{\ell +m}}{dx^{\ell +m}}}(x^{2}-1)^{\ell }.}
- Voor waarden van de parameter m die strikt negatief wordt de volgende betrekking gebruikt:

{\displaystyle P_{\ell }^{-m}(x)=(-1)^{m}{\frac {(\ell -m)!}{(\ell +m)!}}P_{\ell }^{m}(x).}
waarbij m zelf tussen 0 en {\displaystyle \ell } ligt.
Wanneer in deze definities m gelijkgesteld wordt aan 0 stemt de geassocieerde Legendreveelterm overeen met de gewone Legendreveelterm:
{\displaystyle P_{\ell }^{0}(x)=P_{\ell }(x)}.

## De veeltermen

### Graad van de veeltermen
- Voor even waarden van {\displaystyle m} is de geassocieerde Legendreveelterm steeds een veelterm waarvan de graad gelijk is aan {\displaystyle \ell }.

- Voor oneven waarden van {\displaystyle m} bestaat de geassocieerde Legendreveelterm uit een echte veelterm van graad {\displaystyle \ell -1} vermenigvuldigd met een factor {\displaystyle {\sqrt {1-x^{2}}}}.

### Symmetrieën
Voor veeltermen P waarvan de som van de parameters {\displaystyle m+\ell } even is geldt dat P(-x) = P(x). Indien de som van de twee parameters oneven is, geldt juist dat P(-x) = P(-x).

### De eerste paar veeltermen
De veeltermen, tot {\displaystyle \ell } = 4 zijn (een langere lijst is te vinden op de engelstalige pagina):
- Veelterm voor {\displaystyle \ell } = 0

{\displaystyle P_{0}^{0}(x)=1}
- Veeltermen voor {\displaystyle \ell } = 1

{\displaystyle P_{1}^{-1}(x)=-{\begin{matrix}{\frac {1}{2}}\end{matrix}}P_{1}^{1}(x)}
{\displaystyle P_{1}^{0}(x)=x}
{\displaystyle P_{1}^{1}(x)=-(1-x^{2})^{1/2}}
- Veeltermen voor {\displaystyle \ell } = 2

{\displaystyle P_{2}^{-2}(x)={\begin{matrix}{\frac {1}{24}}\end{matrix}}P_{2}^{2}(x)}
{\displaystyle P_{2}^{-1}(x)=-{\begin{matrix}{\frac {1}{6}}\end{matrix}}P_{2}^{1}(x)}
{\displaystyle P_{2}^{0}(x)={\begin{matrix}{\frac {1}{2}}\end{matrix}}(3x^{2}-1)}
{\displaystyle P_{2}^{1}(x)=-3x(1-x^{2})^{1/2}}
{\displaystyle P_{2}^{2}(x)=3(1-x^{2})}
- Veeltermen voor {\displaystyle \ell } = 3

{\displaystyle P_{3}^{-3}(x)=-{\begin{matrix}{\frac {1}{720}}\end{matrix}}P_{3}^{3}(x)}
{\displaystyle P_{3}^{-2}(x)={\begin{matrix}{\frac {1}{120}}\end{matrix}}P_{3}^{2}(x)}
{\displaystyle P_{3}^{-1}(x)=-{\begin{matrix}{\frac {1}{12}}\end{matrix}}P_{3}^{1}(x)}
{\displaystyle P_{3}^{0}(x)={\begin{matrix}{\frac {1}{2}}\end{matrix}}(5x^{3}-3x)}
{\displaystyle P_{3}^{1}(x)=-{\begin{matrix}{\frac {3}{2}}\end{matrix}}(5x^{2}-1)(1-x^{2})^{1/2}}
{\displaystyle P_{3}^{2}(x)=15x(1-x^{2})}
{\displaystyle P_{3}^{3}(x)=-15(1-x^{2})^{3/2}}
- Veeltermen voor {\displaystyle \ell } = 4

{\displaystyle P_{4}^{-4}(x)={\begin{matrix}{\frac {1}{40320}}\end{matrix}}P_{4}^{4}(x)}
{\displaystyle P_{4}^{-3}(x)=-{\begin{matrix}{\frac {1}{5040}}\end{matrix}}P_{4}^{3}(x)}
{\displaystyle P_{4}^{-2}(x)={\begin{matrix}{\frac {1}{360}}\end{matrix}}P_{4}^{2}(x)}
{\displaystyle P_{4}^{-1}(x)=-{\begin{matrix}{\frac {1}{20}}\end{matrix}}P_{4}^{1}(x)}
{\displaystyle P_{4}^{0}(x)={\begin{matrix}{\frac {1}{8}}\end{matrix}}(35x^{4}-30x^{2}+3)}
{\displaystyle P_{4}^{1}(x)=-{\begin{matrix}{\frac {5}{2}}\end{matrix}}(7x^{3}-3x)(1-x^{2})^{1/2}}
{\displaystyle P_{4}^{2}(x)={\begin{matrix}{\frac {15}{2}}\end{matrix}}(7x^{2}-1)(1-x^{2})}
{\displaystyle P_{4}^{3}(x)=-105x(1-x^{2})^{3/2}}
{\displaystyle P_{4}^{4}(x)=105(1-x^{2})^{2}}

## Andere eigenschappen

### Orthogonaliteit
Voor waarden {\displaystyle 0\leq m\leq \ell } geldt de orthogonaliteitseigenschap voor twee veeltermen met gelijke parameter m:
{\displaystyle \int _{-1}^{1}P_{k}^{m}P_{\ell }^{m}dx={\frac {2(\ell +m)!}{(2\ell +1)(\ell -m)!}}\ \delta _{k,\ell }}
waarbij {\displaystyle \delta _{k,\ell }} de Kroneckerdelta is.
De orthogonaliteitseigenschap voor twee veeltermen met gelijke parameter {\displaystyle \ell } is:
{\displaystyle \int _{-1}^{1}{\frac {P_{\ell }^{m}P_{\ell }^{n}}{1-x^{2}}}dx={\begin{cases}0&{\mbox{if }}m\neq n\\{\frac {(\ell +m)!}{m(\ell -m)!}}&{\mbox{if }}m=n\neq 0\\\infty &{\mbox{if }}m=n=0\end{cases}}}

### Recursieformules
Volgende recursieformules zijn geldig:
{\displaystyle (\ell -m+1)P_{\ell +1}^{m}(x)=(2\ell +1)xP_{\ell }^{m}(x)-(\ell +m)P_{\ell -1}^{m}(x)}
{\displaystyle 2mxP_{\ell }^{m}(x)={\sqrt {1-x^{2}}}\left[P_{\ell }^{m+1}(x)+(\ell +m)(\ell -m+1)P_{\ell }^{m-1}(x)\right]}
{\displaystyle P_{\ell +1}^{m}(x)=P_{\ell -1}^{m}(x)+(2\ell +1){\sqrt {1-x^{2}}}P_{\ell }^{m-1}(x)}
{\displaystyle {\sqrt {1-x^{2}}}P_{\ell }^{m+1}(x)=(\ell -m)xP_{\ell }^{m}(x)-(\ell +m)P_{\ell -1}^{m}(x)}
{\displaystyle (x^{2}-1){P_{\ell }^{m}}'(x)={\ell }xP_{\ell }^{m}(x)-(\ell +m)P_{\ell -1}^{m}(x)}
{\displaystyle (x^{2}-1){P_{\ell }^{m}}'(x)={\sqrt {1-x^{2}}}P_{\ell }^{m+1}(x)+mxP_{\ell }^{m}(x)}
{\displaystyle (x^{2}-1){P_{\ell }^{m}}'(x)=-(\ell +m)(\ell -m+1){\sqrt {1-x^{2}}}P_{\ell }^{m-1}(x)-mxP_{\ell }^{m}(x)}
{\displaystyle P_{\ell +1}^{\ell +1}(x)=-(2\ell +1){\sqrt {1-x^{2}}}P_{\ell }^{\ell }(x)}
{\displaystyle P_{\ell }^{\ell }(x)=(-1)^{l}(2\ell -1)!!(1-x^{2})^{(l/2)}}
{\displaystyle P_{\ell +1}^{\ell }(x)=x(2\ell +1)P_{\ell }^{\ell }(x)}
In deze uitdrukkingen staat !! voor de dubbelfaculteit.

## Goniometrische vorm
De geassocieerde Legendreveeltermen komen in de natuurkunde voor in een vorm waarbij de normale variabele x wordt vervangen door de cosinus van een hoek {\displaystyle \theta }. De veeltermen worden dan gegeven door:
{\displaystyle P_{\ell }^{m}(\cos \theta )=(-1)^{m}(\sin \theta )^{m}\ {\frac {d^{m}}{d(\cos \theta )^{m}}}\left(P_{\ell }(\cos \theta )\right)\,}
en zijn oplossing van de differentiaalvergelijking
{\displaystyle {\frac {d^{2}y}{d\theta ^{2}}}+\cot \theta {\frac {dy}{d\theta }}+\left[\ell (\ell +1)-{\frac {m^{2}}{\sin ^{2}\theta }}\right]\,y=0\,}